# ARA Veinticinco de Mayo (C-2)
Pour les autres navires du même nom, voir ARA Veinticinco de Mayo.
Le croiseur ARA Veinticinco de Mayo (C-2) est un croiseur lourd argentin de la classe Veinticinco de Mayo. Il commence sa construction à Livourne et à Gênes dès 1927 mais il n'entre en service qu'en 1931 après avoir été acheté par la Marine argentine. Il sera démoli le 2 mars 1962.

## Historique de la construction

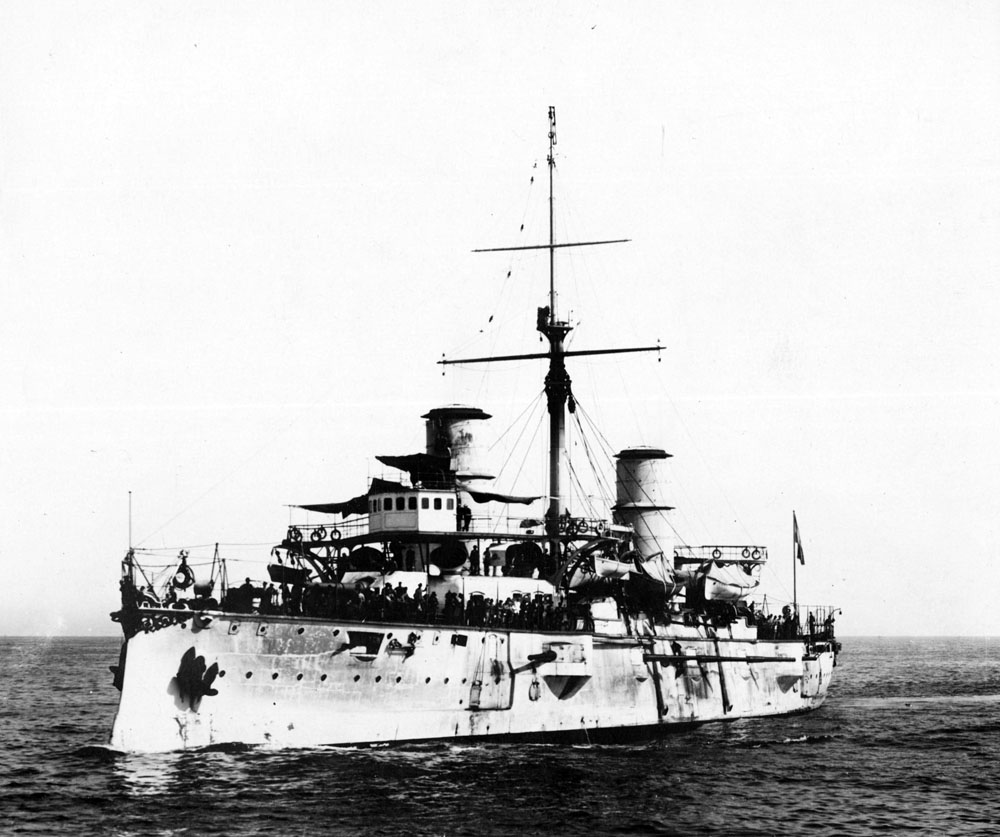
L'un des croiseurs argentins construits en 1898 : Le Pueyrredon.

À la fin des années 1920, la Marine argentine est la flotte d'Amérique du Sud alignant le plus de navires. Elle possède notamment les deux cuirassés relativement modernes de classe Rivadavia (1912) mais leur vitesse est encore faible. Elle comprend également 6 croiseurs : 4 croiseurs cuirassés et 2 croiseurs protégés. Au moment de l’achat des unités à l’Italie, les croiseurs sont totalement dépassés et devenus des pièces de musée. La situation dans les marines rivales à l’Argentine n'est pas meilleure, par exemple la Marine chilienne ne possède que 2 croiseurs cuirassés et 4 croiseurs protégés construits entre les années 1890. Cependant, d'autres réussissent à s'équiper de bâtiments plus récents, comme le Brésil qui, en plus d'un vieux croiseurs, dispose de deux unités de la classe Bahia (1910), mal armées mais équipées de turbines à vapeur leur conférant une plus grande rapidité que les navires argentins.
Pendant la première moitié du XXe siècle, l'Argentine est considérée comme un pays très prospère classé parmi les dix plus grandes puissances économiques mondiales en termes de PIB. En 1926, elle adopte un programme de renouvellement de sa flotte d'une valeur de 75 millions de pesos d'or sur une durée de dix ans qui prévoit la construction de trois nouveaux croiseurs. N'ayant encore jamais réalisée de construction navale, l'Argentine annonce l'ouverture d'un concours international pour le choix du constructeur de ces 3 unités, les deux fournisseurs traditionnels du pays ; le Royaume-Uni et les États-Unis, y participent. Cependant, à la surprise du public, c'est la société italienne Odero-Terni-Orlando (devenue plus tard OTO Melara SpA) qui l'emporte et signe un contrat officiel à Londres le 5 mai 1927. Les deux signataires de ce contrat sont l'amiral Ismael Galindas, représentant de l'Argentine, et Luigi Orlando, président du groupe OTO Melara SpA. La société reçoit une commande initiale de deux navires d'une valeur totale de 2 450 000 £ ; 1 123 000 £ pour l'Almirante Brown et 1 225 000 £ pour son sister-ship le Veinticinco de Mayo. L'Argentine ne renonce pas à la construction d'un troisième croiseur, mais décide de reporter sa commande en attendant que la situation financière du pays s'améliore. En fin de compte, au lieu d'un troisième navire italien, l'Argentine achètera un croiseur léger britannique : La Argentina C-3.

## Caractéristiques
La plupart des caractéristiques de la classe Trento, telles que le système de défense antiaérienne, se retrouvent sur les croiseurs argentin. Ils déplacent 6 800 tonnes à vide et 9 000 tonnes à pleine charge pour un tirant d'eau de 4,66 mètres. Ils sont propulsés par deux moteurs de la Parsons Marine Steam Turbine Company et six de la Yarrow Shipbuilders développant une puissance électrique de 85 000 chevaux-vapeur, ce qui leur permet d'atteindre la vitesse maximale de 32 nœuds et une autonomie de 8 030 milles nautiques à 14 nœuds. L'équipage est quant à lui composé de 780 marins et officiers,,.
| Comparaison de la classe Veinticinco de Mayo avec des homologues étrangers | Comparaison de la classe Veinticinco de Mayo avec des homologues étrangers | Comparaison de la classe Veinticinco de Mayo avec des homologues étrangers | Comparaison de la classe Veinticinco de Mayo avec des homologues étrangers | Comparaison de la classe Veinticinco de Mayo avec des homologues étrangers | Comparaison de la classe Veinticinco de Mayo avec des homologues étrangers |
| Caractéristiques                                                           | Classe Veinticinco de Mayo,                                                | Classe Furutaka                                                            | Classe Aoba                                                                | Classe York                                                                | Croiseur 26-bis                                                            |
| -------------------------------------------------------------------------- | -------------------------------------------------------------------------- | -------------------------------------------------------------------------- | -------------------------------------------------------------------------- | -------------------------------------------------------------------------- | -------------------------------------------------------------------------- |
| Déplacement                                                                | 6 800 t (standart) et 9 000 t (plein)                                      | 8 048 t (standart) et 11 273 t (plein)                                     | 9 088 t (standart) et 11 660 t (plein)                                     | 8 250 t (standart) et 8 390 t (plein)                                      | 8 048 t (standart) et 9 882 t (plein)                                      |
| Puissance électrique (en Cheval-vapeur)                                    | 85 000                                                                     | 103 400                                                                    | 110 000                                                                    | 80 000                                                                     | 110 000                                                                    |
| Vitesse maximale (en nœuds)                                                | 32                                                                         | 33                                                                         | 33                                                                         | 32-32,25                                                                   | 35                                                                         |
| Membres d'équipage                                                         | 780                                                                        | 639                                                                        | 657                                                                        | 628                                                                        | 897                                                                        |

### Logements et architectures
En raison de la faible hauteur des pièces d'artillerie, les moteurs et les chaudières des navires ont la particularité d'être situés sur le pont supérieur. Les batteries et le pont sont en réalité des plateformes situés sur les centrales électriques servant à produire l'énergie. La plupart des parties des deux croiseurs ont aussi un double fond et une double coque.
L’architecture est caractérisée par sa concision, sa grande cheminée et sa superstructure en arc d'acier. Celle-ci est composée trois niveaux : la passerelle de navigation, la salle des cartes et le kiosque. Le pont suspendu est fermé avec un toit en pente et des vitrages, la salle des commandes est blindée et située au sommet de la tour de commandement.
L'arrière de la superstructure des navires est superposé au pont arrière et comprend plusieurs clauses de réserves servant à lutter contre les incendies. Les locaux commerciaux, tels que les cuisines, les salles de bains et les buanderies, sont situés dans ces superstructures. Les croiseurs possèdent chacun deux mâts sur lesquels sont placés des télémètres, des projecteurs et des équipements de signalisation.

### Centrale électrique
Les centrales électriques des croiseurs sont construites en forme linéaire. Elles sont composées de deux turbines Parsons ayant chacune une capacité de 85 000 chevaux-vapeur, placées dans des chaudières produisant une pression de 21 atmosphères, et 6 turbines de la Yarrow Shipbuilders, placées dans des chaudières à tubes. La propulsion des navires est assurée par deux hélices à trois pales d'un diamètre de 4,06 mètres.
Depuis que les croiseurs argentins servent en opérations, les concepteurs des navires destinés à la Marine argentine essaient de fournir des gammes de croiseurs toujours plus fiables. Dans la classe Veinticinco de Mayo, le carburant est stocké dans des réservoirs à double fonds et à double compartiments latéraux situés à la proue et à la poupe du navire. 1 800 tonnes sont embarquées en situation normale, mais peuvent être augmentées jusqu'à 2 300 tonnes en charge maximale. Ces chiffres sont à peu près égaux à ceux de la classe Trento mais l'autonomie des croiseurs argentins est de 8 030 milles nautiques à 14 nœuds ou selon d'autres sources 7 300 et 12 000 milles nautiques à cette même vitesse.

### Armement
Les canons principaux des navires ont un calibre de 190 mm, soit 7,5 pouces , et sont spécifiquement conçus pour cette classe et améliorer la stabilité (la classe Trento possède des canons de calibre 203 mm, soit 8 pouces). Elles peuvent tirer des charges de 90 kg (200 lb) jusqu'à 23 km (30 000 yards). Malgré cette réduction de calibre et donc de poids, les croiseurs sont encore considérés comme trop lourd et le nombre de tourelles est réduit de quatre à trois. À bien des égards, ils sont très similaires à ceux de la classe York britanniques,.
L’armement secondaire est conçu à partir des anciens canons de calibre 100-102 mm (4 pouces). Il se compose de douze de ces canons bitubes capables de tirer des charges de 13,5 kg (30 lb). Pour l'époque, cette répartition est assez étonnante, en effet, les croiseurs d'origine italienne ne comportent alors que quatre à huit armes de ce type. Cependant, pour compenser le poids supplémentaire, les boucliers sont retirés, nuisant à la fiabilité et à l'opérabilité des navires dans de mauvaises conditions météorologiques,. 
La défense anti-aérienne légère est composée de six canons de marine de 2 livres QF de la société Vickers-Terni (devenue plus tard OTO Melara SpA) fixés sur des supports uniques dans la partie arrière de la superstructure. Ces canons font partie des premières armes automatiques lourdes, avec une cadence de tir de 100  à   130 coups par minute, mais ils manquent de fiabilité. Bien que les supports uniques des canons sont plus simples et donc normalement plus fiables, ceux-ci offrent une puissance et une cadence de tir plus basse. C'est pour cette raison que lorsque la Royal Navy utilisera ces armes quelques années plus tard, elle se servira de support à quadruple ou octuple pieds. 
Exceptionnellement, les tubes lance-torpilles sont placés sur des supports fixes au centre des croiseurs (ce qui posera d'importants problèmes dans l'efficacité des tirs),. Une catapulte est installée sur le pont avant pour pouvoir lancer des hydravions,.
Le blindage des navires est dans la norme des croiseurs légers plutôt que dans celle des croiseurs lourds. De la première à la dernière tourelle principale il mesure 70 mm (2,75 pouces) d'épaisseur, 60 mm (2,33 pouces) sur la tour de commandement et 50 mm (2 pouces) sur les tourelles secondaires et les barbettes. Seule une protection de 25 mm (1 pouce) couvre le pont au-dessus des machines arrières,.

## Histoire du croiseur

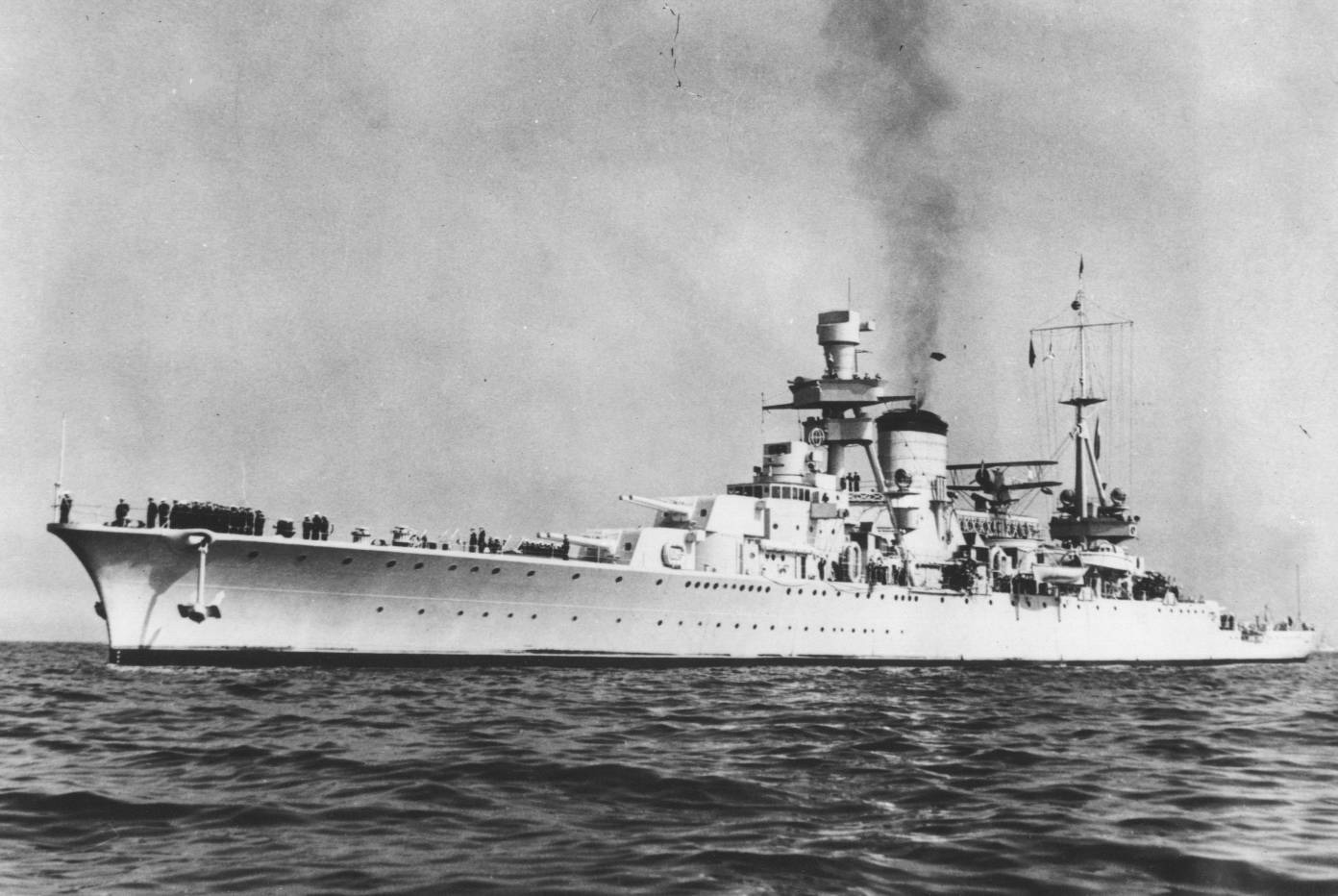
Le croiseur Veinticinco de Mayo C-2.

L'ARA Veinticinco de Mayo (C-2), en français le « Vingt-cinq Mai », ainsi nommé d'après la date de la fête nationale argentine correspondant à celle en 1810 de la proclamation d'indépendance du pays vis-à-vis de l'Espagne, lors de la révolution de Mai,. La devise du navire est « Nous jurons de mourir avec gloire » (« Juremos con Gloria Morir », en espagnol). Le croiseur est construit en Italie, dans le hameau de La Foce de la commune de La Spezia par la société OTO Melara SpA. Comme pour l’Almirante Brown, le pavillon argentin flotte sur le navire dès le 5 juillet 1931, alors que le navire est encore en Italie. Le 27 juillet 1931, les deux bâtiments partent pour l'Argentine où ils arrivent le 15 septembre 1931.
En juin 1935, le croiseur accompagne le politicien José Carlos de Macedo Soares à Rio de Janeiro, au Brésil. Durant la Guerre d'Espagne, il part en mission de protection des citoyens argentins résidant dans la péninsule ibérique et effectue des patrouilles le long des côtes espagnoles. Il quitte donc sont port d'attache Puerto Belgrano le 8 août 1936, et arrive le 22 août 1936 à Alicante, ville républicaine. L’équipage du navire apporte une aide humanitaire aux Argentins et aux Espagnols, il ne participe qu’à un seul combat ; à la fin du mois d'octobre 1936, le port est bombardé par l’aviation phalangiste du dictateur Francisco Franco et le croiseur ouvre le feu pour protéger le navire soviétique Koursk qui transporte des marchandises, dont des avions de chasse Polikarpov I-16 et des bombes aériennes à destination du Front populaire espagnol. Il retourne ensuite en Argentine le 14 décembre 1936.
De février à janvier 1937, comme son sister-ship l’Almirante Brown, il navigue dans le Pacifique et fait escale dans les ports de Valparaiso et de Callao. Et la même année, il fait aussi partie de la visite officielle à Rio de Janeiro pour en ramener le Président argentin Agustín Pedro Justo. Début 1938, le croiseur part en mission à Montevideo, où il retourne de nouveau en 1940. Pendant toutes ces années, le croiseur participe à tous les exercices et entraînements de la flotte.
De février 1944 à 1945, le navire est placé en cale sèche pour la refonte de sa coque. À la suite de cela, le navire participe à plusieurs essais où il prouve qu'il peut atteindre la vitesse maximale de 32 nœuds. En mai 1945, après la signature de la capitulation de l’Allemagne, il participe également aux recherches de ses sous-marins  dans l’Atlantique Sud, en vain. De 1947 à 1948, le croiseur est envoyé en service en Antarctique avec l’Almirante Brown, avant d'être relayé à des tâches de paix. 
À la suite de l’achat de croiseurs américains et britanniques par la marine argentine, l'activité du Veinticinco de Mayo baisse rapidement. Bien qu’il participe encore à plusieurs exercices officiels de la flotte argentine, le navire est désarmé en 1954 est son équipage est transféré à l’Almirante Brown. En 1959, le navire est proposé à la réserve et il est retiré de la flotte argentine un an après, le 31 juillet 1960, peu de temps après avoir été mis en vente. Le 2 mars 1962, le navire est cédé à une société privée puis est remorqué jusqu’en Italie où il est démoli.

### Sur la classe Veinticinco de Mayo
- (ru) Е. Целиков, Загадка южных морей. Аргентинские крейсера «Альмиранте Браун» и «Вентесинко де Майо» (Riddle des mers du sud. Croiseur argentin "Almirante Brown" et "Veinticinco de Mayo"), vol. 5, Арсенал-Коллекция,‎ 2012, p. 40-59

#### Sur les croiseurs de la Seconde Guerre mondiale
- (en) M. J. Whitley, Cruisers of World War Two : An International Encyclopedia, Londres, Arms and Armour Press, 1995 (ISBN 1-85409-225-1 et 1-86019-874-0)

#### Sur les navires de guerre
- (hu) Bak József dr., Csonkaréti Károly dr., Lévai Gábor et Sárhidai Gyula, Hadihajók (Types de navires de guerre), Budapest, Zrínyi Katonai Kiadó, 1984 (ISBN 963-326-326-3)
- (en) John Campbell, Naval Weapons of World War Two, Naval Institute Press, 1985
- (en) Robert Gardiner et Roger Chesneau, Conway’s All the World’s Fighting Ships (1922-1946), New York, Mayflower Books, 1980 (ISBN 0-8317-0303-2)
- (ru) С.В. Патянин, А.В Дашьян et К.С. Балакин, Все крейсера Второй мировой (Tous les croiseurs du monde), Moscou, Яуза, ЭКСМО,‎ 2012, 350 p. (ISBN 978-5-699-19130-7 et 5-699-19130-5)
- (ru) Каторин  Ю. Ф, Крейсеры. Ч. 2 (Les croiseurs, Partie 2), Галея-Принт,‎ 2008 (ISBN 978-5-8172-0134-5)

#### Sur d'autres thèmes
- (en) Brian Perret et Ian V. Hogg, Encyclopedia of the Second World War, Londres, Longman, 1989, 447 p. (ISBN 0-582-89328-3)